# My Own Army
My Own Army är det fjärde studioalbumet av den italienska metal-gruppen Exilia, utgivet den 20 februari 2009. Albumet producerades av Dave Chavarri som är trummis i bandet Ill Niño, vilka Exilia vid flera tillfällen har spelat med live. Skivan gavs ut genom det tyska skivbolaget AFM Records och bandets ankomst till det nya skivbolaget presenterades på hemsidan redan i juli 2008. 
Den 20 april 2009 gavs My Own Army ut i USA genom Koch Records i samband med den första singeln från albumet, Are You Breathing?. 

## Låtlista
1. Phoenix (Collier, Exilia, Masha) - 4:14
2. Are You Breathing? (Exilia, Masha) - 3:11
3. The Hunter (Collier, Exilia, Masha) - 3:49
4. I'm Perfect (Collier, Exilia, Masha) - 3:06
5. Across the Sky (Buseck, Masha) - 4:33
6. Emptiness of You (Exilia, Masha) - 4:12
7. Far from the Dark (Buseck, Collier, Exilia, Masha) - 3:16
8. Deleted (Exilia, Masha) - 3:22
9. No Destination (Exilia, Masha) - 3:09
10. In the Air Tonight (Phil Collins-cover) - 4:57
11. My Own Army (Masha) - 3:50
12. Mangnolia (Collier, Exilia, Masha) - 4:27
13. Don't Say a Word (Exilia, Masha) - 3:34 (dolt spår)

## Banduppsättning
- Masha Mysmane - sång
- Elio Alien - gitarr
- Marco Valerio - bas
- Ale "BH" Lera - trummor